# Unplugged at the Lowlands Festival '97
Unplugged at the Lowlands Festival '97 è un live pubblicato dalla band hard rock di New York Life of Agony del 2000 prodotto con la casa discografica Roadrunner Records.
Solo le prime 8 tracce furono registra te al Lowlands Festival il 23 agosto 1997. La traccia 10 fu registrata il 24 agosto 1997 a Colonia in Germania. Le tracce dalla 11 alla 15 furono registrate il 25 febbraio 1994 all'Asbury Park nel New Jersey.

## Tracce
1. Introduction
2. How It Would Be
3. Angry Tree
4. Weeds
5. Desire
6. My Mind is Dangerous
7. Let's Pretend
8. River Runs Red
9. Other Side of the River (David Thoener remix)
10. Seasons
11. Plexiglass Gate
12. Respect
13. This Time
14. Method of Groove
15. My Eyes